# قوص
قوص نام شهر و شهرستانی است در مصر است. جمعیت قوص ۳۰۰ هزار نفر است و مرکز استان قنا است. این شهر در کرانهٔ خاوری رودخانهٔ نیل و در حدود ۶۴۵ کیلومتری جنوب قاهره واقع شده‌است.

## تاریخچه
نام قوص از زبان قِبطی گرفته شده. قوص در زمان یونانیان و رومی‌ها، آپولونوپولیس پاروا نامیده می‌شد. تاریخ‌نگاران بسیاری از قوص نام برده‌اند و قاضی‌القضات مصر، ابن دقیق العید در این شهر زندگی می‌گرد. مسجد عمری این شهر از مسجدهای قدیمی مصر است.
| W11 | S29 | Aa17 | G1 | O49 |

| W11 | S29 | Aa17 | G1 | O49 |

| V33 | S29 | Aa17 | G1 | O49 |

| V33 | S29 | Aa17 | G1 | O49 |

## اقتصاد
شرکه الآغا در شهر قوس واقع شده و توسط بازرگان عبدالناصر عبدالفتاح در سال ۱۹۹۵ تأسیس شد.